# 相川七瀬のLOVELOCKFLAMINGO
相川七瀬のLOVE LOCK FLAMINGO（あいかわななせのラブロックフラミンゴ）とは
2014年1月から エフエム大阪で放送が開始されたラジオ番組。
番組の提供は大阪の難波にある、ライブレストラン「Flamingo the Arusha」

## 出演者
- メインパーソナリティーは相川七瀬。
- 番組内の1 minute informationのコーナーではFlamingo the Arushaの店長のきくちさんとブッキング担当のきしさんが月替わりで出演している。

## 放送時間
- 放送開始の2014年1月〜12月までは毎週土曜日21:30〜21:55に放送。
- 2015年の1月からは現在の毎週月曜日19:20〜19:50の時間帯に移動した。

## 番組内容
- 大阪出身のロックミュージシャン相川七瀬が毎週地元関西で活動するアーティストを迎えてお送りするトーク番組。

## 企画
ゲストとのトークコーナー
- メジャー・インディーズアーティスト問わずゲストとメインパーソナリティーの相川七瀬のトークコーナー。必ず最後に番組タイトルをもじってLOVEでLOCKなものをゲストに聞く事が定番化している。

1 minute informationのコーナー
- このコーナーはタイトル通り1分程のコーナーで、毎回その時のおすすめイベントを紹介しているコーナー。番組の提供をしているFlamingo tha Arushaでのイベント紹介のコーナー。

LOVE LOCK KANSAIのコーナー
- 毎回テーマにそった若手アーティストの曲を2曲流し、それを聞いて相川七瀬がより良いと思った方の楽曲をフルコーラスで流すコーナー。

## エピソード
- 番組の第一回目の放送で番組への意気込みを語ると共に、芸名の「相川」は、地元近くにある阪急電鉄の相川駅に由来しているという話を否定した。